# Up the River
Up the River (Brasil: Rio Acima ) é um filme de comédia dramática estadunidense de 1930 dirigido por John Ford e estrelado por Spencer Tracy e Humphrey Bogart.

## Elenco
- Spencer Tracy como Saint Louis
- Claire Luce como Judy Fields
- Warren Hymer como Dannemora Dan
- Humphrey Bogart como Steve Jordan
- Gaylord Pendleton como Frosby
- William Collier, Sr. como Pop
- Joan Lawes como Jean